# Cour suprême des comptes d'Iran
 (juillet 2025).
Le contenu est difficilement compréhensible vu les erreurs de traduction, qui sont peut-être dues à l'utilisation d'un logiciel de traduction automatique.
 (novembre 2020).

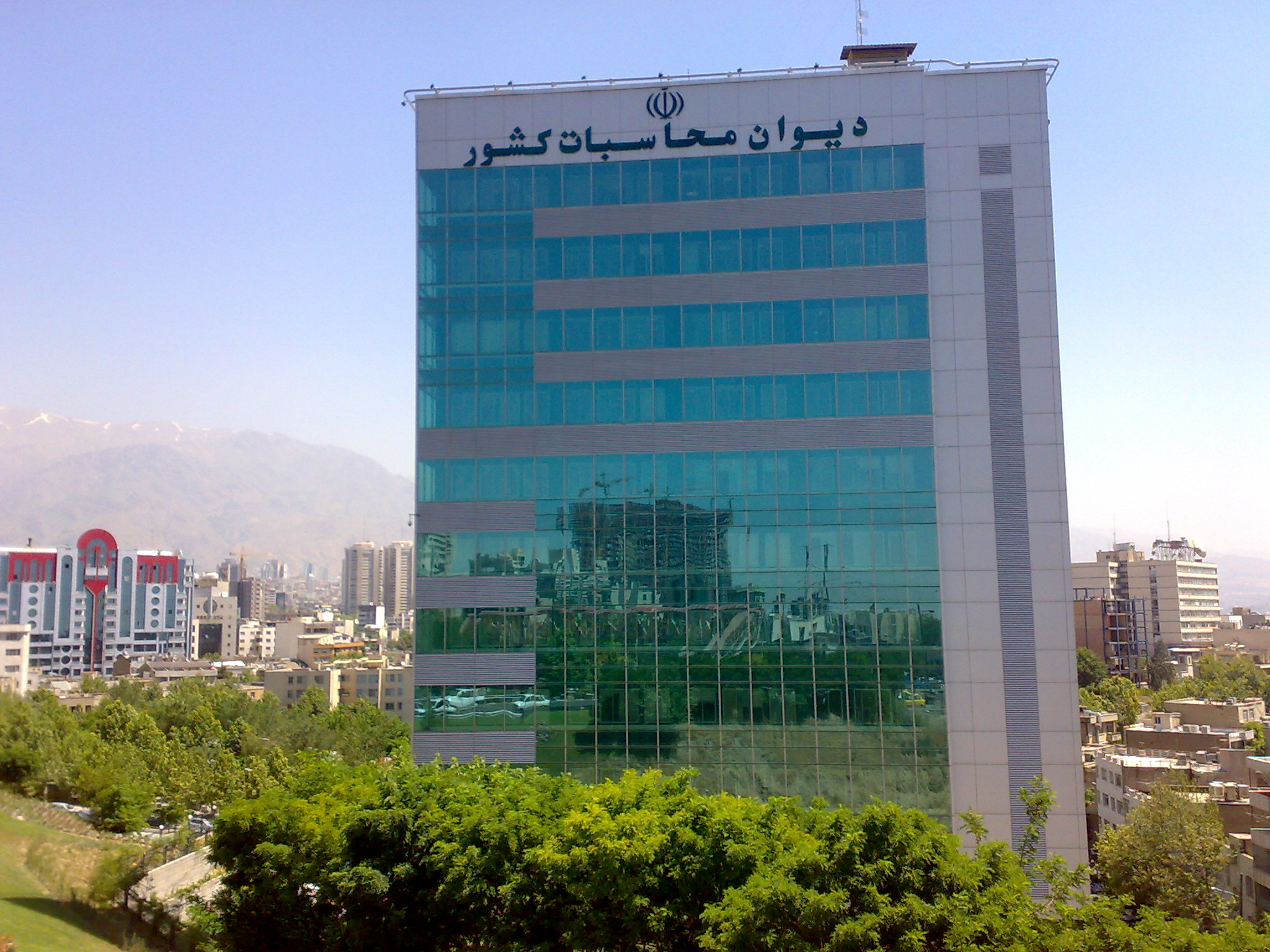
Bâtiment du SAC à Téhéran

La Cour suprême des comptes d'Iran (SAC) (persan: دیوان محاسبات کشور) est une agence gouvernementale de la République islamique d'Iran . Situé à Téhéran, il est supervisé par le Parlement iranien et date de 1906.
Selon la Constitution de la République islamique d'Iran, l'ISC Iran est considérée comme une cour suprême dans le domaine des finances publiques qui possède un statut réglementaire et, par conséquent, elle est dotée d'une indépendance et d'une autorité adéquates pour surveiller et examiner la performance financière des organisations exécutives dans le domaine des finances publiques.
La mission principale de la Cour suprême des comptes est de superviser l'exécution du budget annuel, d'examiner les infractions financières, de présenter le rapport de liquidation du budget au Parlement et de traiter les écarts budgétaires.
Les articles 54 et 55 de la Constitution de la République islamique d'Iran définissent les objectifs et les responsabilités de la SAC, la tâche la plus importante de l'organisation étant la préparation du rapport de liquidation budgétaire du gouvernement, comme spécifié par l'article 55 de la Constitution.

## Responsabilités
L'organisme d'État est chargé de contrôler «les opérations et activités financières de tous les ministères, institutions, entreprises gouvernementales et autres organisations qui bénéficient de quelque manière que ce soit du budget de l'État»,.
Depuis 2010, le SAC est chargé de superviser le plan de réforme économique iranien. Le SAC surveille également mensuellement les dépôts du ministère du pétrole au Trésor public. Il est également chargé de la supervision du Fonds national de développement.
Selon la loi de la Cour suprême des comptes, les devoirs et responsabilités de l'ISC d'Iran sont les suivants:
Article 2 : Examen et vérification de tous les comptes de recettes et de dépenses et autres recettes et paiements, ainsi que des états financiers des organisations du point de vue de leur conformité aux règles et règlements financiers et autres lois relatives et critères indispensables.
Note - Les organisations comprennent tous les ministères, organisations, institutions, entreprises publiques et autres organisations qui bénéficient du budget de l'État de quelque manière que ce soit et en général, toute organisation exécutive à laquelle, selon les articles 44 et 45 de la constitution, la propriété publique est appliqué à. Les organisations auxquelles les réglementations publiques s'appliquent doivent également être auditées sur la base de cet article.
Article 3 - Examen de la survenance d'opérations financières dans les organisations pour s'assurer que les revenus attendus ont été obtenus et que ces revenus ont été déposés dans les comptes connexes en temps opportun et correctement et pour s'assurer que les dépenses et autres recettes et paiements sont corrects.
Article 4 - Examen des comptes des biens et avoirs des organisations.
Article 5 - Examiner et s'assurer que des méthodes et orientations financières appropriées ont été établies et que ces méthodes et orientations sont appliquées efficacement afin d’atteindre les objectifs de l’audité.
Article 6- Commenter la nécessité de l'existence de l'organisation de contrôle interne ou l'insuffisance de l'organisation existante dans les audités. Cette opinion est exprimée en fonction des rapports d'audit et des examens effectués afin de sauvegarder le Trésor.
Article 7 - Examen des comptes déficitaires des avoirs et des violations financières et de tout type de divergence dans les comptes que les fonctionnaires concernés ont commis dans l'application des règles et règlements de la manière déterminée par la présente loi.

## "1 milliard de dollars d'argent manquant sur le pétrole"
En mai 2009, SAC a signalé qu'il manquait 1 milliard de dollars au Fonds de stabilisation du pétrole . Le président iranien Mahmoud Ahmadinejad a déclaré que la question du milliard de dollars "manquant" du fonds de réserve de devises du pays est en fait une "erreur comptable". Cependant, cette affirmation a suscité une réponse ferme de la SAC qui a rejeté toute discussion sur les "erreurs comptables" et a réprimandé le gouvernement pour avoir fourni "des réponses insuffisantes" dans le cas des 1,058 milliard de dollars de pétrole manquant.
SAC a défendu à la fois la méthodologie et l'exactitude de son travail et a révélé qu'il y avait eu 1 463 cas d'infractions concernant le budget 2007-2008 du pays. Selon le rapport du SAC, les paiements illégaux à certains fonctionnaires du gouvernement représentaient une grande partie des infractions, alors qu'il y avait aussi des cas dans lesquels le gouvernement avait agi contre les articles de la loi de finances.
En décembre 2010, le directeur de la Cour suprême d'audit (SAC), Abdolreza Rahmani Fazli, a déclaré que l'affaire avait été mentionnée dans un rapport présenté au Majlis et que le rapport ne l'appelait ni fraude ni ne disait que l'argent manquait, mais l'appelait seulement "un déficit dans le compte ".

## Babak Zanjani
Selon le chef de la Cour suprême des comptes iranienne, Amin-Hossein Rahimi, le rôle de Babak Zanjani dans le transfert des revenus pétroliers du pays impliquait une violation de la loi car il n’avait pas fourni de garantie pour ses contrats pétroliers de plusieurs milliards de dollars avec le gouvernement. En conséquence, l'Iran n'a pas été en mesure d'obtenir un paiement complet pour le pétrole qu'il a vendu à la suite de l'embargo international sur le pétrole.

## Critique
Interrogé pour savoir si le récent rapport de Transparency International sur la corruption administrative en Iran correspond aux conclusions de la Cour suprême des comptes, le directeur du SAC, Fazli, a déclaré que le rapport était basé sur des critères que la SAC ne reconnaît pas. "Cela ne signifie pas que l'Iran rejette le rapport et que le pays devrait faire des efforts pour remplir ses critères", a-t-il ajouté.